# NGC 1522
NGC 1522 is een lensvormig sterrenstelsel in het sterrenbeeld Goudvis. Het hemelobject werd op 27 december 1834 ontdekt door de Britse astronoom John Herschel.

## Synoniemen
- PGC 14462
- ESO 156-38
- FAIR 301
- AM 0404-524
- IRAS04048-5248